# New Zealand State Highway 79
Der New Zealand State Highway 79 (auch State Highway 79 oder in Kurzform SH 79) ist eine Fernstraße von nationalem Rang im Osten der Südinsel von Neuseeland.

## Strecke
Der SH 79 zweigt bei Fairlie vom New Zealand State Highway 8 ab und führt in nordöstlicher Richtung bis nach Pusey. Von dort führt er in südöstlicher Richtung zunächst bis zum Beautiful Valley und anschließend in östlicher Richtung bis zur Ortschaft Geraldine, die er in nördlicher Richtung durchquert. Hier überquert er mit der Orari Bridge den Orari River. Nordöstlich von Geraldine endet der Highway bei Rangitata am New Zealand State Highway 1.